# Disputa territorial

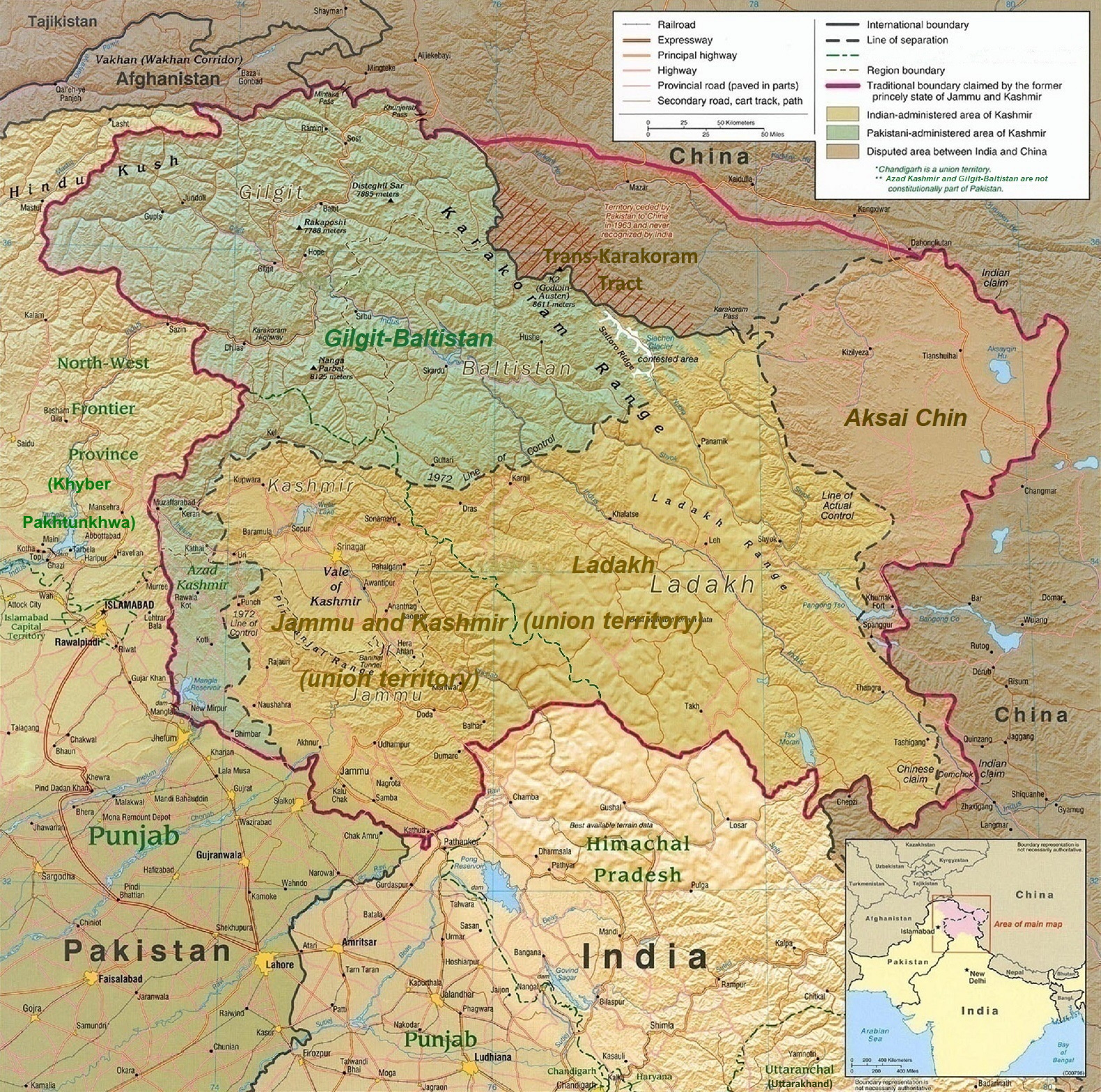
La Línea de Control divide Azad Cachemira y Gilgit-Baltistán, bajo control pakistaní, y el territorio de Jammu y Cachemira y Ladaj, bajo control indio. La Línea de Control Real divide el Aksai Chin, controlado por China, y el territorio de la unión de Ladaj, controlado por la India.

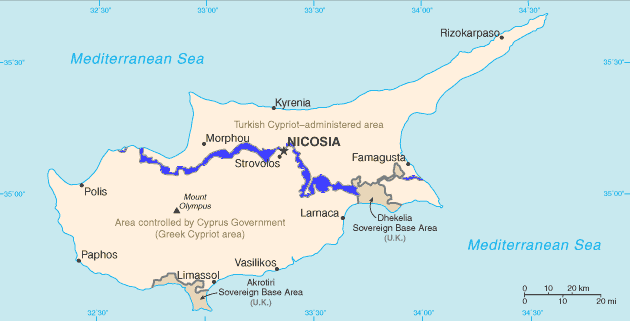
Mapa de la actual zona colchón en Chipre.

Una disputa territorial, conflicto territorial, controversial territorial o disputa de fronteras es un desacuerdo sobre la posesión o el control de territorios (tierra, agua o espacio aéreo) entre dos o más entidades políticas.

## Contexto y definiciones
Las disputas territoriales suelen estar relacionadas con la posesión de recursos naturales como ríos, tierras de cultivo fértiles o recursos minerales o petrolíferos, aunque también pueden estar motivadas por la cultura, la religión y el nacionalismo étnico. Las disputas territoriales suelen ser el resultado de un lenguaje vago y poco claro en un tratado que estableció las fronteras originales.
Las disputas territoriales son una de las principales causas de guerras y terrorismo, ya que los Estados a menudo intentan afirmar su soberanía sobre un territorio mediante la invasión, y las entidades no estatales intentan influir en las acciones de autoridades políticas mediante el terrorismo. El derecho internacional no apoya el uso de la fuerza por parte de un Estado para anexionarse el territorio de otro. La Carta de las Naciones Unidas establece: «Los Miembros de la Organización, en sus relaciones internacionales, se abstendrán de recurrir a la amenaza o al uso de la fuerza contra la integridad territorial o la independencia política de cualquier Estado, o en cualquier otra forma incompatible con los Propósitos de las Naciones Unidas».
En algunos casos en los que la frontera no está demarcada, como el Estrecho de Taiwán y Cachemira, las partes implicadas definen una Línea de Control, que sirve como frontera internacional de facto.
El término disputa fronteriza (o conflicto fronterizo) se aplica a los casos en los que dos o más Estados se disputan un territorio limitado; cada Estado contendiente publicaría sus propios mapas para incluir la misma región, que invariablemente se encontraría a lo largo de las fronteras reconocidas de los Estados contendientes o adyacente a ellas, como la región de Abyei, disputada entre Sudán del Sur y Sudán. En los conflictos fronterizos, no se cuestiona la existencia del Estado rival, como la relación entre la República Popular China y la República de China o la relación entre Corea del Norte y Corea del Sur, sino que cada Estado reconoce la forma del Estado rival sólo por no contener el territorio reclamado, a pesar de quién gobierne realmente el terreno y de cómo esté reconocido en la comunidad internacional.
Un territorio ocupado, en general, es una región distinta del territorio reconocido de los estados soberanos pero que el estado ocupante controla, normalmente con fuerzas militares. A veces, una ocupación a largo plazo se mantiene como medio para actuar sobre una reivindicación territorial, pero una ocupación también puede ser estratégica (como crear una zona colchón o impedir que una potencia rival obtenga el control) o un medio de coerción (como castigo, para imponer algunas medidas internas o para utilizarla como moneda de cambio).
El término irredentismo se aplica a las disputas fronterizas, pero también a reivindicaciones territoriales más amplias:

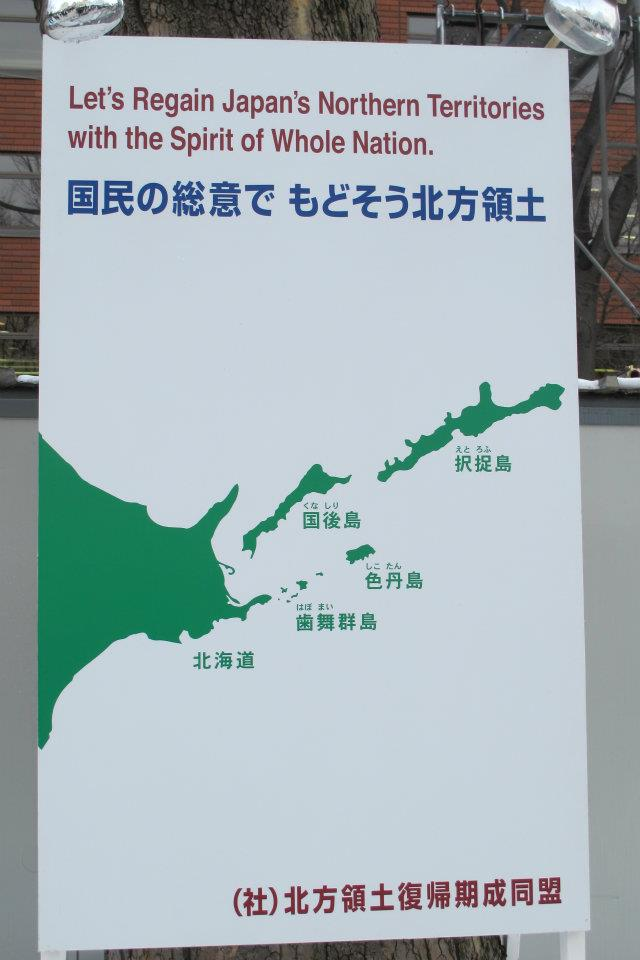
Un cartel japonés que reclama la devolución de los Territorios del Norte a la administración rusa.

1. Si una nación surge al declarar su independencia de un Estado mayor, su reconocimiento final no siempre otorga al nuevo Estado el control sobre el territorio que propuso como parte de la declaración. Esas tierras siguen siendo territorio irredento a los ojos de los movimientos nacionalistas procedentes del Estado, pero no causan ningún otro problema entre los gobiernos de cada lado de la frontera.
2. En los casos en que el territorio se consiguió mediante conquistas históricas, como un imperio, los tradicionalistas pueden considerar las antiguas colonias como territorio irredento.

## Derecho internacional
Las disputas territoriales tienen un significado importante en la sociedad internacional, tanto por su relación con el derecho fundamental de los estados, la soberanía, como por su importancia para la paz internacional. El derecho internacional tiene relaciones significativas con las disputas territoriales porque las disputas territoriales abordan la base del derecho internacional; el territorio estatal. El derecho internacional se basa en las personas de derecho internacional, que requieren un territorio definido, como se menciona en la Convención de Montevideo de 1933 sobre los Derechos y Deberes de los Estados.
El artículo 1 de la Convención de Montevideo declara que «El Estado, como persona de Derecho Internacional, debe reunir los siguientes requisitos: a) una población permanente; b) un territorio definido; c) gobierno; y d) capacidad para entablar relaciones con otros Estados».
Asimismo, el artículo de B. T. Sumner menciona: «En el derecho y las relaciones internacionales, la propiedad del territorio es significativa porque la soberanía sobre la tierra define lo que constituye un Estado».
Por lo tanto, la violación de las fronteras de un país o las disputas territoriales suponen una amenaza para la propia soberanía de un Estado y el derecho como persona del derecho internacional. Además, las disputas territoriales a veces se llevan ante la Corte Internacional de Justicia, como fue el caso de Costa Rica y Nicaragua (2005). Las disputas territoriales no pueden separarse del derecho internacional, cuya base está en el derecho de las fronteras estatales, y su posible solución también depende del derecho internacional y de la Corte.